# Drosera erythrogyne
Drosera erythrogyne ist eine fleischfressende Pflanze aus der Gattung Sonnentau (Drosera). Die erst 1992 erstbeschriebene Art ist mit einer berichteten Länge von über drei Metern die größte Sonnentauart überhaupt.

## Merkmale

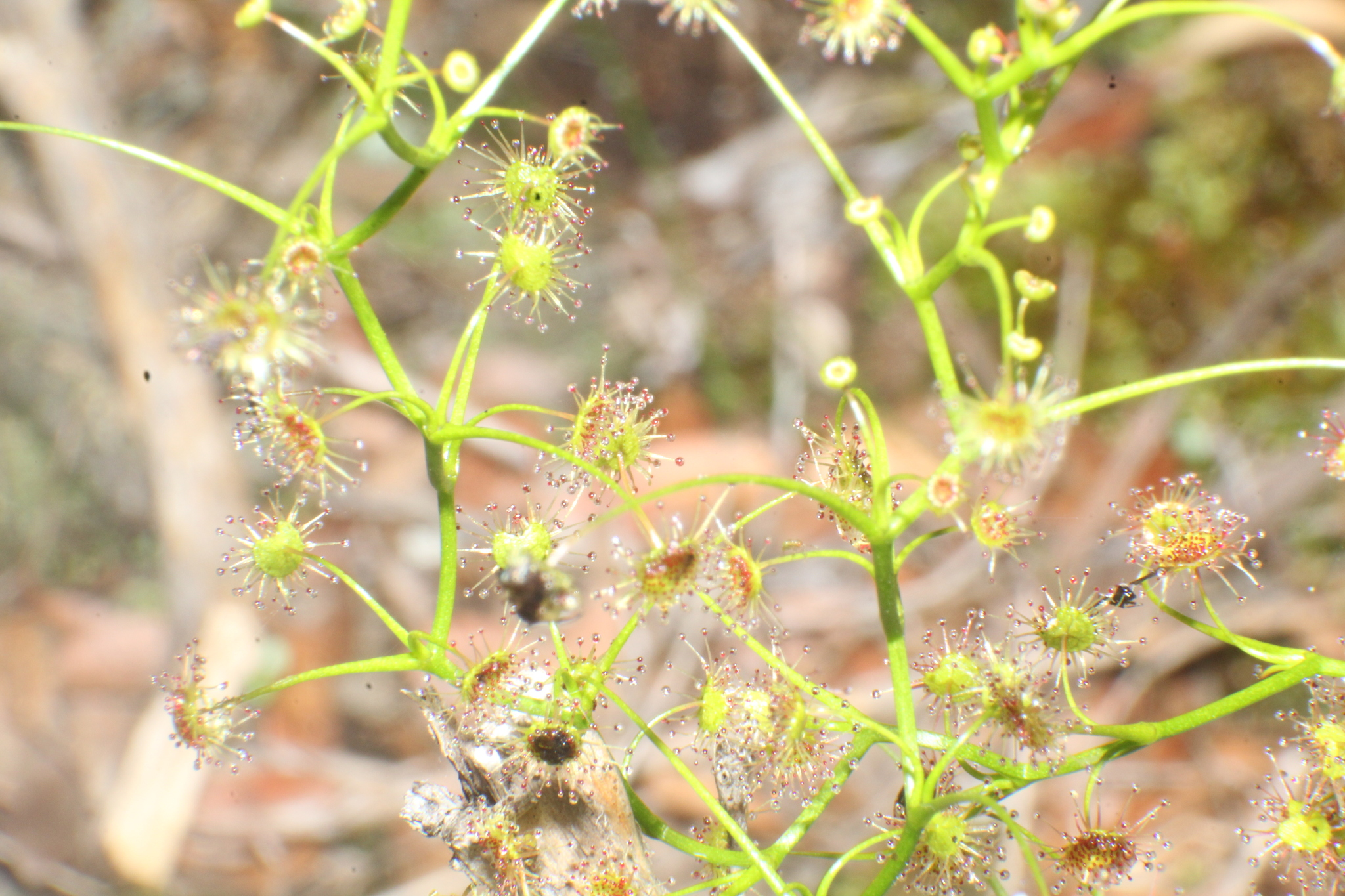

Drosera erythrogyne ist eine ausdauernde, krautige, kletternde Pflanze. Die Sprossachse erreicht Längen von bis zu 200 Zentimetern, im Ausnahmefall sogar bis zu 310 Zentimetern, was sie zur höchsten Sonnentauart der Welt macht.
Die Blätter stehen in Bündeln zu je dreien entlang der Sprossachse. Das zentrale Blatt hat dabei einen stark verlängerten Blattstiel von 3 bis 4 Zentimeter Länge, die Blattspreite ist 2,5 Millimeter lang, 3 Millimeter breit und sichelförmig. Die beiden seitlichen Blätter sind mit Blattstielen von rund 1 Zentimeter deutlich kürzer gestielt, die Spreite ist breit nierenförmig. Beide Blattformen sind schildförmig und an den Blatträndern mit gestielten Drüsen besetzt.
Der Blütenstand ist eine Rispe aus 30 bis 60 (selten bis 400) weißen Blüten. Die Einzelblüten stehen an 1 Zentimeter langen Blütenstielen. Die Kelchblätter sind elliptisch, 4 Millimeter lang, 2 Millimeter breit, am Rand fein mit gestielten Drüsen besetzt. Die Kronblätter sind umgekehrt-eiförmig, 1 Zentimeter lang, 6 Millimeter breit und am äußersten Rand schwach gekerbt. Die fünf Staubblätter sind 6,5 Millimeter lang, die Staubfäden sind weiß, die Staubbeutel blassgelb, der Pollen ist weißlich-durchscheinend. Der Fruchtknoten ist umgekehrt-eiförmig, 1,5 Millimeter lang, ebenso breit und rot. Die drei Griffel sind weiß, am Ansatz rot, 4 Millimeter lang und vielfach segmentiert. Blütezeit ist von September bis März.
Die Knolle ist weiß, rundlich, hat einen Durchmesser von rund 1,5 Zentimetern und bildet bis zu 15 Zentimeter lange Ausläufer. Wie alle sogenannten „Knollendrosera“ zieht sie sich zu Zeiten hoher Temperaturen und relativer Trockenheit in diese Knolle zurück und überdauert unterirdisch.

## Verbreitung und Habitat
Die Art ist endemisch im Gebiet zwischen Augusta und Albany im äußersten Südwesten Australiens. Sie besiedelt dort nasse, sandige Torfböden oder auch reinen Torf. In denselben Gebieten findet sich auch die sehr ähnliche Drosera pallida, welche aber Standorte bevorzugt, die während der Sommerruhe deutlich trockener sind. Dem gegenüber findet sich Drosera erythrogyne an dauernassen Standorten.